# 562 Salome
562 Salome eller 1905 QH är en asteroid i huvudbältet, som upptäcktes 3 april 1905 av den tyske astronomen Max Wolf i Heidelberg. Den har fått sitt namn efter Herodias dotter, Salome.
Asteroiden har en diameter på ungefär 32 kilometer och tillhör asteroidgruppen Eos.